# 上山市立北中学校
上山市立北中学校（かみのやましりつ きたちゅうがっこう）は、山形県上山市泉川字松ノ木にある公立中学校。略称は「上北中」（かみきたちゅう）、上山市内では「北中」（きたちゅう）と呼ばれる。隣には山形県立上山明新館高等学校が位置している。

## 学区
十日町、新丁、北町、栄町、八日町、美咲町、東町、沢丁、新湯、荒町、八幡丁、仲丁、湯町、湯町新道、軽井沢、御井戸丁、新町、四ツ谷、大石、旭町、弁天、西山、久保手、金瓶、朝日台、糸目、仙石、泉川、金谷、足ノ口、甲石、高野、薄沢、永野、蔵王、権現堂、小倉、棚木、坊平、内山、須刈田、狸森、元屋敷、菅、前丸森、入丸森、沼田、境、中ノ森

## 所在地
〒999-3105 山形県上山市泉川字松ノ木110

## 生徒数
| 年度 | 男子 | 女子 | 計  | 備考 |
| ---- | ---- | ---- | --- | ---- |
| 2017 | 165  | 132  | 297 |      |
| 2016 | 175  | 163  | 338 |      |
| 2015 | 167  | 148  | 315 |      |
| 2014 | 171  | 150  | 321 |      |
| 2013 | 178  | 141  | 319 |      |
| 2012 | 191  | 154  | 345 |      |
| 2011 | 186  | 185  | 371 |      |
| 2010 | 191  | 179  | 370 |      |
| 2009 | 198  | 189  | 387 |      |
| 2008 | 212  | 175  | 387 |      |
| 2007 | 211  | 199  | 410 |      |
| 2006 | 233  | 216  | 449 |      |
| 2005 | 239  | 234  | 437 |      |
| 2004 | 254  | 235  | 489 |      |
| 2003 | 240  | 240  | 480 |      |
| 2002 | 245  | 242  | 487 |      |

## 部活動
野球、サッカー、男女バスケットボール、女バレーボール、男女卓球、男女ソフトテニス、陸上、剣道、柔道、吹奏楽、総合文化

## 沿革
- 1971年 上山中学校(北学区)・中川中学校名目統合、上山市立北中学校として発足。上山校舎・中川校舎に分かれて授業開始 [4]
- 1972年 校章制定(本校鈴木恒雄教諭作)[4]
- 1973年 実質統合、新校舎での授業開始、校旗制定、プール完成 [4]
- 1974年 校歌制定発表会(作詞:真壁仁 作曲:福井文彦)[4]
- 1975年 創立5周年記念式典、野球場・運動場|グランド拡張完成[4]
- 1979年 武道館落成、テニスコート新設

- 1980年 創立10周年記念式典、文部省指定生徒指導研究全国公開発表会[4]
- 1983年 日本の国旗|国旗掲揚塔完成[4]
- 1985年 創立15周年記念式典[4]
- 1987年 サッカー場ナイター設備設置、テニスコート2面新設、体育用具部屋|室設置[4]
- 1988年 体育館床面改修、体育倉庫部屋|室設置、外便所設置、テニスコート防球ネット設置、文部省指定格技指導研究発表[4]
- 1991年 創立20周年記念式典[4]
- 1996年 創立25周年記念式典、県健康推進学校県教育委員会表彰、優良PTA文部大臣表彰、優良PTA県教育委員会表彰[4]
- 2001年 創立30周年記念式典[4]
- 2002年 環境省環境管理センター|環境管理局水環境部長表彰(河川清掃活動)[4]
- 2006年 創立35周年記念式典[4]
- 2011年 創立40周年記念式典[4]、プール改築工事|改修工事
- 2012年 校舎A棟耐震工事、廊下床張替工事[4]
- 2015年 武道館・昇降ロ・北側渡り廊下耐震工事、市教育委員会|教委委嘱研究公開発表会(11月)[4]
- 2021年 創立50周年、記念講演として原晋氏を招聘

## 出身有名人
- 伊藤美優（スケートボード選手）
- 高橋成樹 (プロサッカー選手 モンテディオ山形所属)
- 阿宗高広（箱根駅伝4区区間賞）